# Іноцибе коричневий
Іноцибе коричневий (Inocybe brunnea Quél.) — гриб з родини іноцибові (Inocybaceae).
Шапка 3-5(7) см у діаметрі, конусоподібна, потім розпростерта, з горбом, жовтувато, коричнювата, шовковиста, лускато-радіально волокниста, потім рубчаста, пізніше тріщинувата. Пластинки бежеві, коричнюваті, до середини розширені. Цистиди інкрустовані, 45-65 Х 14-18 мкм. Спори овальні, часто нерівнобокі, ниркоподібні, жовтуваті, 9-25 Х 5-8 мкм. Ніжка до 5 см заввишки, до 0,6 см завтовшки, щільна, циліндрична, бульбиста, білувата, потім кольору шапки, вгорі борошниста, нижче тонковолокниста, пізніше майже гола. М'якуш білий, білуватий, при розрізуванні не змінюється, з дуже неприємним запахом.
Поширений по всій Україні. Росте у хвойних і листяних лісах: у липні — листопаді. Отруйний гриб.